# Каменка (Двуречанский район)
Каменка (укр. Кам'янка) — село, Каменский сельский совет, Двуречанский район, Харьковская область, Украина.
Код КОАТУУ — 6321881501. Население по переписи 2001 года составляет 961 (430/531 м/ж) человек. Из примерно тысячи человек в деревне осталось не более 10 человек.
Является административным центром Каменского сельского совета, в который, кроме того, входят сёла Бологовка, Красное Первое, Лихолобовка, Строевка, Тополи и посёлок Двуречанское.

## Географическое положение
Село Каменка находится на правом берегу реки Оскол, есть мост, на противоположном берегу расположено село Лиман Второй, село разрезает балка Каменский Яр, возле села расположены лесные массивы урочище Двуруб и урочище Двурубчик (дуб).

## Происхождение названия
В некоторых документах село называют Камянка.
На территории Украины 57 населённых пункта с названием Каменка.

## История
- 1675 — дата основания[1].

## Экономика
- Каменское лесничество.
- Агролига, ООО.

## Объекты социальной сферы
- Школа
- Спортивная площадка
- Клуб
- Амбулатория семейной медицины
- Почтовое отделение
- Библиотека
- Церковь

## Достопримечательности
- Братская могила советских воинов. Похоронено 11 воинов.
- Двуречанский национальный природный парк.